# Progetto Pegasus
Progetto P.E.G.A.S.U.S. (Project P.E.G.A.S.U.S., acronimo di Potential Energy Groups / Alternate Sources / United States), è una base scientifica immaginaria dell'universo Marvel, creata da Mark Gruenwald e Ralph Macchio (testi) in Marvel Two-in-One n. 42 (agosto 1978). Situata sulle Monti Adirondack nello Stato New York, è stata fondata per studiare forme di energia alternativa, è stata anche utilizzata occasionalmente come prigione per personaggi dotati di superpoteri.
La base viene ricordata soprattutto per la "Saga del Progetto Pegasus" in Marvel Two-in-One n. 53-n. 58 (poi raccolta in volume e arricchita dalle illustrazioni di John Byrne e George Pérez) e per i molti supereroi che si sono alternati fra gli addetti alla sicurezza, fra cui la Cosa e Quasar. È stata anche utilizzata per breve tempo come base delle operazioni dello Squadrone Supremo.

## Trama
Ben Grimm si dirige nel cuore dello Stato di New York alla base del Progetto Pegasus. Passato il controllo di sicurezza, si trova di fronte Quasar. Ben cerca di attaccarlo confondendolo con Bob Grayson, che aveva indossato i panni di Marvel Boy ed era un nemico dei Fantastici Quattro. Imprigionato in una gabbia di energia, Ben è costretto a dare ascolto alle spiegazioni di Quasar, Wendell Vaughn, nuovo capo della sicurezza del Progetto Pegasus. Ben incontra anche il dott.Lightner, che si allontana velocemente e informa dell'arrivo della Cosa un personaggio misterioso, che gli ordina di dare avvio all'operazione Furia.
Nel Lower East di Manhattan, Thundra difende da un piccolo criminale un nano nero che organizza incontri di lotta. Alla base intanto la Cosa e Quasar vanno a visitare Wundarr, che è entrato in coma dopo aver ricevuto una superdose di energia cosmica. Le condizioni del ragazzo non stanno migliorando e, sebbene privo di sensi, Wundarr continua ad assorbire tutta l'energia che lo circonda. Mentre Ben si prepara per la cena, il dott. Lightner stordisce le guardie e disattiva temporaneamente il perimetro difensivo. In questo modo Deathlok riesce a penetrare nel centro senza farsi notare. Nel frattempo la Cosa, terribilmente annoiato, decide di fare una passeggiata e viene aggredito da Deathlok. Il colpo di pistola di Deathlok lo ferisce soltanto ma il nemico riesce comunque a fuggire, fondendo il portale. Quasar riesce a bloccarlo con una barriera fotonica, la Cosa distrugge la pistola e le guardie lo fanno a pezzi.
Nell'East Side di Manhattan Thundra sconfigge quattro lottatrici: Titania (Davida DeVito), Mimi Spaventia, Letha e Giunonia (inglese: Poundcakes). Alla base il dott.Lightner riceve ordine di iniziare l'operazione cancellazione perché il proiettore “N” non deve essere trovato. Il dottore libera quindi Nuklo (il figlio di Robert Frank alias Trottola I). Scatta l'allarme e Quasar e la Cosa insieme a Bill Foster, appena arrivato alla base, si separano. I due entrano in un montacarichi che si blocca, mentre il pavimento comincia ad alzarsi. La Cosa è in difficoltà per il braccio ferito, ma Bill Foster si trasforma in Giant Man II, con gran sorpresa di Ben. Giant Man riesce a fare pressione sul pavimento, che era spinto da uno stantuffo azionato da Nuklo. Capendo di non poter più portare a termine l'azione, Nuklo fugge e si reca nella cupola magnetogravitazionale. Solo l'intervento di Quasar, che sintonizza i suoi bracciali sulle radiazioni dei reattori, riesce a salvare la base. Intanto su un ring nel Sud di Manhattan, Thundra sta nuovamente sfidando Titania, la quale nasconde una siringa contenente un liquido stordente. Grazie a questo espediente Titania vince l'incontro.
La Cosa e Giant Man individuano Nuklo dietro al generatore sperimentale di gravità zero. Per proteggere Giant Man dalle radiazioni, la Cosa gli fascia le mani con del piombo, in modo che possa colpire Nuklo. Dopo un violento scontro i due eroi riescono ad avere la meglio e la Cosa scaglia Nuklo contro il generatore, che si attiva a causa delle radiazioni emesse dal mostro, imprigionandolo.
Mentre Wundarr, che ha riacquistato la memoria, decide di fingersi ancora privo di sensi, anche Thundra, Titania, Mimi Spaventia, Poundcakes (Giunonia) e Letha arrivano alla base Pegasus: infatti, dopo essere stata colpita dal dardo avvelenato durante l'incontro con Titania, Thundra, insieme alle altre lottatrici, è stata ingaggiata da una organizzazione segreta internazionale per collocare un aggeggio misterioso in un punto preciso della base.
Dopo essere stata lasciata sola dalle compagne, che dichiarano di avere una seconda missione che non possono rivelarle, Thundra si scontra con la Cosa.
Mentre Quasar e Giant Man stanno sistemando i danni causati dal combattimento con Nuklo, scatta l'allarme. Quasar trova le lottatrici e viene bloccato dal grido di Mimi Spaventia, che lo fa quasi impazzire. Quasar riesce a farsi forza e a colpire due nemiche, mentre le altre vengono neutralizzate da Giant Man con le onde di energia che si sprigionano dai suoi bracciali e in ginocchio. Il combattimento fra la Cosa e Thundra viene interrotto dall'arrivo di Quasar, Wendell e le prigioniere.
Nel frattempo il dottor Lightner trova l'apparecchio nascosto dalle lottatrici, che si rivela essere l'ultimo componente mancante del proiettore ennedimensionale che lo scienziato sta assemblando per distruggere il progetto Pegasus.
Il consiglio di sicurezza Pegaso, analizzando gli avvenimenti degli ultimi giorni, denuncia la presenza di una spia e forma delle squadre per indagare.
Non hanno ancora scoperto, però, che Wundarr ha finalmente lasciato la sua stanza e si sta spostando assorbendo tutta l'energia intorno. Come conseguenza la porta della cella di Solarr si disattiva e il prigioniero riesce a fuggire e a liberare anche Klaw. Il tradimento del dottor Lightner viene scoperto. Il dottore ha assemblato il proiettore ennedimensionale, con cui intende proiettare la base Pegasus in un'altra dimensione, dopo essersi ripreso l'energia che possedeva nei panni di Blacksun.
Mentre Wundarr arriva alla sala del Cubo Cosmico, Quasar, la Cosa e Giant Man cercano di fermare Solarr e Klaw, ma proprio quando pensano di aver vinto, Klaw li tramortisce con una potentissima scarica. Il criminale è sul punto di infliggere il colpo di grazia ma il suo artiglio sonico non risponde più ai comandi e Klaw ne viene risucchiato: è stato Acquario, ossia Wundarr che è entrato nel cubo cosmico e ne è uscito rinato; il suo corpo, la sua mente e il suo costume sono completamente cambiati. Inoltre, sprigiona sempre un campo annullatore che indebolisce tutti coloro che gli sono intorno. Un temibile nemico si fa però avanti: il dottor Lightner, che, utilizzando il suo proiettore su sé stesso, si trasformato in un vortice interdimensionale che attira cose ed energia, ingrandendo a dismisura il proprio potere. Lo scontro fra Acquario e Lightner assorbe tutta l'energia di Pegasus e Acquario è costretto a fermarsi per non far morire tutti gli abitanti della base. Quando ogni speranza sembra perduta, sapendo di essere già condannato dalle radiazioni contratte tempo prima da Atom-Smasher, Giant Man decide di sacrificarsi gettandosi nell'uomo ennedimensionale e allargandosi dentro di lui. Gli amici non vogliono però abbandonare Wendell al suo destino: Quasar, La Cosa, Thundra e Wundarr formano una catena vitale e anche Wundarr entra nell'uomo ennedimensionale. Ritrovato Giant Man, Acquario annulla l'energia di Lightner, che viene strappato dalla realtà dalla sua stessa forza e svanisce.
La Cosa fa quindi ritorno a New York con i Fantastici Quattro, mentre Thundra rimane alla base Pegasus e Acquario si appresta ad intraprendere la sua missione e portare ovunque la pace. Ma non tutto è risolto: la Roxxon Oil Corporation continuerà nel suo piano per acquisire il monopolio energetico del mondo.

### Staff
- Faith Barrows[2]
- Helen Carver[3] - salvata da Quasar dopo l'attacco Onnivoro
- Dott. Clark[4]
- Dott. DeVere[5] - Esperto termico
- Dott. Anson Harkov[6] - Direttore della ricerca
- Dott. Pons Indenbaum[7]
- Jenkins[8] - Prima lavorò per il National Security Council (Consiglio di Sicurezza Nazionale) sotto Henry Peter Gyrich, poi divenne un membro del Dipartimento di Sicurezza del Progetto: Pegasus
- Dott. Andrew Kappelhoff[8]
- Sidney Keith[8]
- Davis Kent[8]
- Jessica Knowles[8]
- Talia Kruma Dott.ssa di Scienza e di Filosofia[9] - Membro di Whiz Kids[10] e di Stark West in passato, fa l'ingegnere, l'architetto e il designer
- LeAnn Margolis[8]
- Dott. Margaret Mayfair[6] - Direttore di Marketing
- Mr. Meeker[11]
- Seamus McAnn[12]
- Jerome N'Tuba[8]
- Dott.ssa Jeannine O'Connell[13] - Psicoterapista
- Dr. Jason Rivera[8] - Ha aiutato in alcune ricerche di dati sovrumani
- Dr. Henri Sorel (Radion the Atomic Man[14]/Ravager[15][16]) - Scienziato
- Dott. Myron Wilburn[13] - Direttore amministrativo
- Bob (Tecnico progetto)
- Finch
- Frank (Tecnico progetto)
- Howie (Trasporto)
- Mr. Jensen (Trasporto)

### Sicurezza
- Joseph Cartelli (Blue Shield)[17] - Capo di sicurezza
- Alocca
- Jenkins (Sicurezza)
- Schirra (Guardia)
- Scully (Sicurezza)

### Ex-membri dello Staff
- Wendell Vaughn (Quasar)[13] - Ex-capo della Sicurezza.
- Michael O'Brien (Guardia)[18] - Ex-capo della sicurezza.
- Firebolt (Direttore della sicurezza)
- Dott. William Foster
- Harry (Sicurezza)
- Dott. Thomas Lightner
- Rick (Sicurezza)
- Dott. Henri Sorel (Radiazione l'uomo nucleare)
- Squadrone Supremo
  - Moonglow (Arcanna Jones)
  - Dott. Spectrum
  - Haywire
  - Hyperion
  - Principessa Power
  - Shape
  - Skylark
  - Trottola II
- Cosa
- Tom (Sicurezza)
- Victorius (in travestimento)

### Soggetti
- Aleksei Sytsevich (Rhino)
- Ulysses Klaw (Klaw)
- Maxwell Dillon (Electro)
- Karla Sofen (Moonstone)
- Marcus Daniels (Blackout)
- Silas King (Solarr)
- Bres
- Robert Hunter (Nitro)
- Terrence Sorenson (Equinox)
- Hubert and Pinky Fusser (Fusion)
- Robert Frank, Jr (Nuklo)
- Wundarr the Aquarian
- Thundra
- Alison Blaire (Dazzler)
- Kl'rt (Capitan Eroe) - Super-Skrull in travestito
- Angler
- Ronald English (Atom-Smasher) - Il suo cadavere è stato esaminato dal Progetto.
- Kayla Ballantine
- Fletcher Traynor (Biohazard)
- Mark Scarlotti (Blacklash)
- Joseph Cartelli (Blue Shield)
- Confraternita dei mutanti malvagi robot
  - Magneto robot
  - Mastermind robot
  - Quicksilver robot

- William "Willie" Evans
- William Foster (Giant-Man)
- Incandescent Man
- Voletta Todd (Ion)
- Jack Hart (Fante di cuori)
- Kismet
- Segni dei tempi
  - 14
  - 33
  - 99
  - 107
- Wendell Vaughn (Quasar)
- Squadrone Supremo
  - Arcanna Jones (Arcanna)
  - William "Billy" Roberts (Dottor Spectrum)
  - Harold Danforth (Haywire)
  - Mark Milton (Hyperion)
  - Zarda (Power Princess)
  - Raleigh Lund (Shape)
  - Linda Lewis (Skylark)
  - Stanley Stewart (Trottola II)
- Mortimer Toynbee (Toad)
- Prof. Alton Francis Vibreaux (Vibro)
- Visione

## Cronologia dei fumetti
- Marvel Two-In-One nn. 42-43 (agosto-settembre 1978), 53/58 (luglio/dicembre 1979), 60 (febbraio 1980)
- The Avengers (prima serie) nn. 236-237 (ottobre-novembre 1983)
- Captain America Annual n. 7 (1983)
- The Avengers (prima serie) n. 261 (novembre 1985)
- Thing (prima serie) n. 24 (giugno 1985)
- Vision and the Scarlet Witch (seconda serie) n. 1 (ottobre 1985), 8 (maggio 1986)
- Iron Man Annual n. 8 (1986)
- Fantastic Four Annual n. 22 (1989)
- Quasar n. 8 (marzo 1990), 13-14 (agosto-settembre 1990), 17 (dicembre 1990), 19 (febbraio 1991)
- Captain America (prima serie) n. 398 (marzo 1992)
- The Avengers West Coast n. 81 (aprile 1992)
- Quasar nn. 51/53 (ottobre/dicembre 1993)
- Quasar n. 57 (aprile 1994), 60 (luglio 1994)
- Siren nn. 1-2 (ottobre-novembre 1995, Malibu Ultraverse)
- The Phoenix Resurrection: Genesis n. 1 (dicembre 1995, Malibu Ultraverse)
- The Avengers (terza serie) n. 6 (luglio 1998)
- Avengers/Squadron Supreme Annual '98 (settembre 1998)
- Ultimate Origins n. 2-3 (settembre-ottobre 2008)
- Nova (quarta serie) nn. 17 (novembre 2008)
- Ultimate Origins n. 5 (dicembre 2008)
- Nova (quarta serie) nn. 20 (febbraio 2009)
- War of Kings: Darkhawk n. 1 (aprile 2009)
- Nova (quarta serie) 22-23 (aprile-maggio 2009)
- Nova (quarta serie) n. 31 (gennaio 2010)
- Realm of Kings n. 1 (gennaio 2010)
- Fall of the Hulks: Alpha n. 1 (febbraio 2010)
- Mighty Avengers nn. 32-33 (febbraio-marzo 2010)
- Marvel Super-Heroes (seconda serie) n. 3 (agosto 2010), n. 12 (maggio 2011)